# Aladin et la Lampe merveilleuse (film, 1945)
Pour les articles homonymes, voir Aladin.
Pour plus de détails, voir Fiche technique et Distribution.
Aladin ou la Lampe merveilleuse (A Thousand and One Nights) est un film américain réalisé par Alfred E. Green, sorti en 1945.

## Synopsis
A Bagdad, le chanteur des rues Aladdin défie la loi du Sultan Al-Kir interdisant quiconque de voir sa fille la princesse Armina sans son voile. Tombée sous le charme du jeune homme, la princesse n'a qu'un désir, l'épouser, mais le vizir Abu-Hassan a d'autres plans, dont celui d'épouser l'héritière du trône et prendre le pouvoir. Après une tentative ratée de faire tuer le monarque par son frère jumeau le Prince Hadji, Abu-Hassan tente d'arrêter Aladdin. Ce dernier s'enfuit et trouve refuge dans le désert avec son ami. Cachés dans une grotte, nos amis font la connaissance d'un vieil ermite qui n'est autre que le sorcier Jafar. Il propose d'aider Aladdin a conquérir sa bien-aimée en échange d'une lampe magique protégée par un géant.

## Fiche technique
- Titre : Aladin ou la Lampe merveilleuse
- Titre original : A Thousand and One Nights
- Réalisation : Alfred E. Green
- Producteur : Samuel Bischoff
- Société de production et de distribution : Columbia Pictures
- Scénario : Wilfred H. Petitt, Richard English et Jack Henley d'après une histoire de Wilfred H. Petitt
- Musique : Marlin Skiles
- Photographie : Ray Rennahan
- Montage : Gene Havlick
- Direction artistique : Stephen Goosson et Rudolph Sternad
- Décors de plateau : Frank Tuttle
- Costumes : Jean Louis
- Effets spéciaux : Lawrence W. Butler
- Pays d'origine :  États-Unis
- Langue originale : anglais
- Format : couleur (Technicolor) – 35 mm – 1,37:1 – mono (Western Electric Mirrophonic Recording)
- Genre : Aventure
- Durée : 93 minutes
- Dates de sortie :
  - États-Unis : 20 juillet 1945
  - France : 27 mai 1949

## Distribution
- Cornel Wilde (VF : Claude Bertrand) : Aladdin
- Evelyn Keyes (VF : Nicole Riche) : Le Génie
- Phil Silvers (VF : Maurice Nasil {dialogues et chant}) : Abdullah
- Adele Jergens (VF : Aline Bertrand) : Princesse Armina (Armide en VF)
- Dusty Anderson (VF : Janine Clairjane) : Novira
- Dennis Hoey (VF : Pierre Morin) : Sultan Al Kamar-Kir et Prince Hadji
- Philip Van Zandt (VF : Jean Violette) : Grand Vizir Abu-Hassan
- Gus Schilling : Jafar
- Nestor Paiva : Kahim
- Rex Ingram : Un géant
- Richard Hale (VF : Marcel Rainé) : Kofir
- John Abbott (VF : Jean Berton) : Ali

Acteurs non crédités
- David Bond : Un messager
- Tommy Cook : Salim
- Nina Foch : Une fille du harem
- Carole Mathews : Une servante
- Shelley Winters : Une fille du harem